# Nintendo Entertainment Analysis and Development

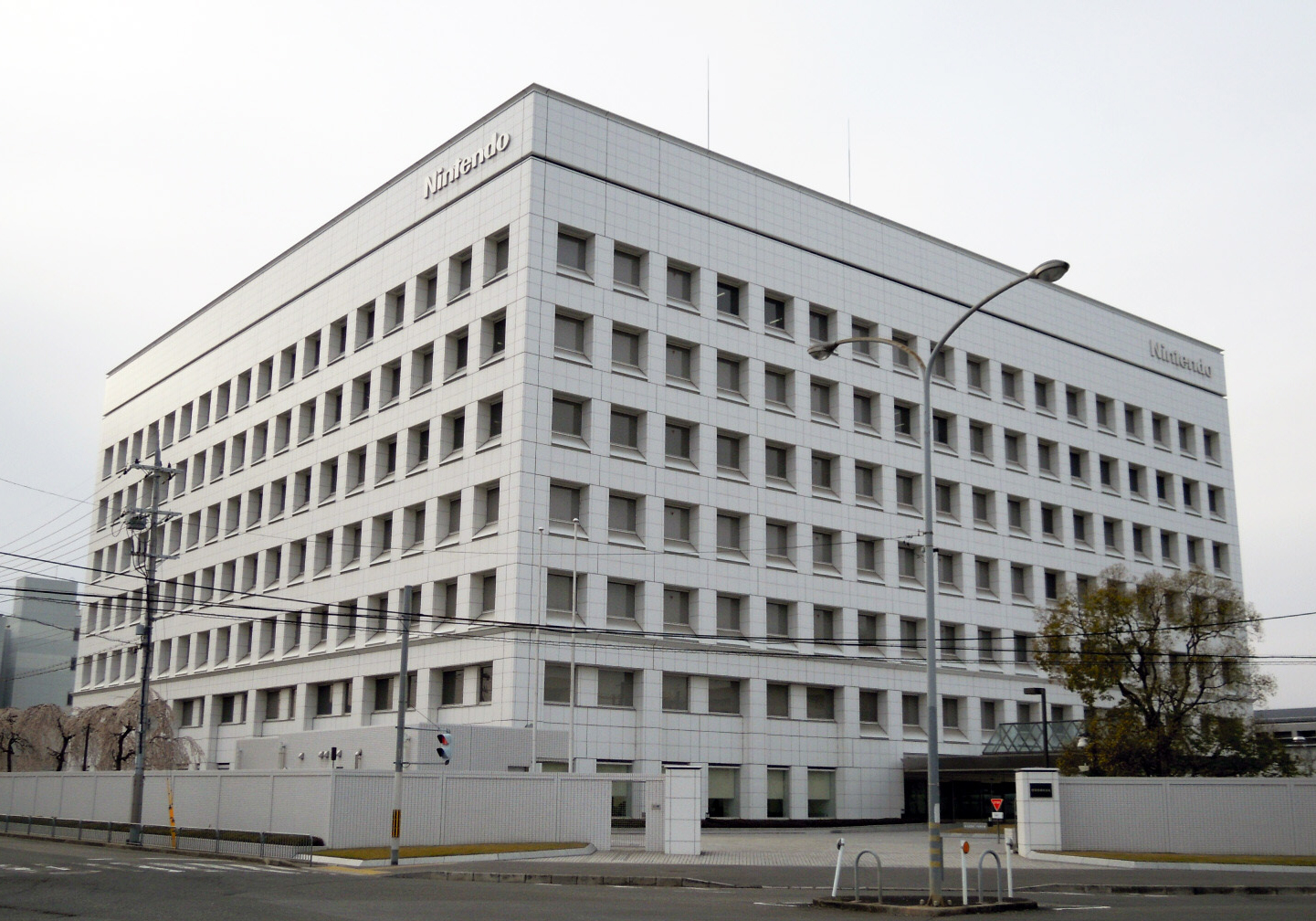
Штаб-квартира Nintendo в Киото, Япония. 2010 г.

Nintendo Entertainment Analysis & Development (или EAD; бывшее подразделение R&D Team 4) — крупнейшее подразделение внутри Nintendo. Во главе NAD стояли такие гейм-гуру как Сигэру Миямото и Такаси Тэдзука. Они в той или иной степени принимали участие практически во всех разработках Nintendo EAD. Широкую известность EAD принесли разработки игровых франшиз Mario, The Legend of Zelda, F-Zero, Star Fox и Pikmin.
В 1997 Миямото рассказал, что в разработке каждой игры студии EAD участвовали от 20 до 30 разработчиков. Он также упомянул о существовании группы программистов под названием SRD, примерно двухстах профессионалов, отвечающих за аппаратную реализацию.
В 2004 году Nintendo подверглась корпоративной реструктуризации. В результате подразделения Nintendo Research & Development 1 и Nintendo Research & Development 2 были объединены под флагом EAD. Внутри Nintendo EAD образовалось пять самостоятельных команд, которые одновременно работают над разными проектами.

## Текущая структура

### EAD Software Group No. 1
Управляющий/ Продюсер: Хидэки Конно (англ. Hideki Konno)
Созданные игры:
| Название                  | Дата выхода                    |
| ------------------------- | ------------------------------ |
| Luigi’s Mansion           | 14 сентября 2001 г. (Япония)   |
| Mario Kart: Double Dash!! | 7 ноября 2003 г. (Япония)      |
| Nintendogs                | 21 апреля 2005 г. (Япония)     |
| Mario Kart DS             | 14 ноября 2005 г. (нет данных) |
| Mario Kart Wii            | 10 апреля 2008 г. (Япония)     |

### EAD Software Group No. 2
Управляющий/ Продюсер: Кацуя Эгути (англ. Katsuya Eguchi)
Созданные игры:
| Название                    | Дата выхода                    |
| --------------------------- | ------------------------------ |
| Animal Crossing             | 14 апреля 2001 г. (Япония)     |
| Animal Crossing: Wild World | 23 ноября 2005 г. (Япония)     |
| Wii Sports                  | 19 ноября 2006 г. (нет данных) |
| Wii Play                    | 2 декабря 2006 г. (Япония)     |
| Wii Music                   | 16 октября 2008 г. (Япония)    |
| Animal Crossing: City Folk  | 16 ноября 2008 г. (Япония)     |
| Wii Sports Resort           | 25 июня 2009 г. (Япония)       |
| Wii Party                   | неизвестно                     |

### EAD Software Group No. 3
Управляющий/ Продюсер: Эйдзи Аонума (англ. Eiji Aonuma)
Созданные игры:
| Название                                    | Дата выхода                    |
| ------------------------------------------- | ------------------------------ |
| The Legend of Zelda: Majora's Mask          | 27 мая 2000 г. (Япония)        |
| The Legend of Zelda: The Wind Waker         | 13 декабря 2002 г. (Япония)    |
| The Legend of Zelda: Four Swords Adventures | 18 марта 2004 г. (Япония)      |
| The Legend of Zelda: Twilight Princess      | 19 ноября 2006 г. (нет данных) |
| The Legend of Zelda: Phantom Hourglass      | 23 июня 2007 г. (Япония)       |
| Link’s Crossbow Training                    | 19 ноября 2007 г. (нет данных) |
| The Legend of Zelda: Spirit Tracks          | 7 декабря 2009 г. (нет данных) |
| The Legend of Zelda: Skyward Sword          | 2011                           |

### EAD Software Group No. 4
Управляющий/ Продюсер: Хироюки Кимура (англ. Hiroyuki Kimura)
Созданные игры:
| Название                      | Дата выхода                    |
| ----------------------------- | ------------------------------ |
| Super Mario 64 DS             | 21 ноября 2004 г. (нет данных) |
| Yoshi Touch and Go            | 27 ноября 2005 г. (Япония)     |
| Big Brain Academy             | 30 июня 2005 г. (Япония)       |
| New Super Mario Bros.         | 15 мая 2006 г. (нет данных)    |
| Big Brain Academy: Wii Degree | 26 апреля 2007 г. (Япония)     |
| New Play Control! Pikmin      | 25 декабря 2008 г. (Япония)    |
| New Play Control! Pikmin 2    | 15 марта 2009 г. (Япония)      |
| New Super Mario Bros. Wii     | 12 ноября 2009 г. (Австралия)  |

### EAD Software Group No. 5
Управляющий/ Продюсер: Тадаси Сугияма (англ. Tadashi Sugiyama)
Созданные игры:
| Название     | Дата выхода                |
| ------------ | -------------------------- |
| Wii Fit      | 1 декабря 2007 г. (Япония) |
| Wii Fit Plus | 1 октября 2009 г. (Япония) |

### EAD Software Group Tokyo
Управляющий/ Продюсер: Такао Симидзу (англ. Takao Shimizu)
Созданные игры:
| Название                                  | Дата выхода                 |
| ----------------------------------------- | --------------------------- |
| Donkey Kong Jungle Beat                   | 16 декабря 2004 г. (Япония) |
| Super Mario Galaxy                        | 1 ноября 2007 г. (Япония)   |
| New Play Control! Donkey Kong Jungle Beat | 11 декабря 2008 г. (Япония) |
| Flipnote Studio                           | 24 декабря 2008 г. (Япония) |
| Super Mario Galaxy 2                      | 23 мая 2010 г. (нет данных) |

### Иерархия разработчиков
| Руководитель |
| ------------ |
| Сатору Ивата |

| Главные менеджеры                              |
| ---------------------------------------------- |
| Сигэру Миямото — Такаси Тэдзука — Такао Савано |

| Менеджеры групп разработчиков                                            |
| ------------------------------------------------------------------------ |
| Хидэки Конно — Кацуя Эгути — Эйдзи Аонума Хироюки Кимура — Такао Симидзу |

| Креативные директора |
| --- |
| Ясуюки Ояги — Тосияки Судзуки — Киоси Мидзуки Мицухиро Такано — Хисаси Ногами — Сигэфуми Хино Ёсиаки Коидзуми — Кэнта Усуи — Хироси Мацунага Мотои Окамото — Коити Хаясида — Хидэмаро Фудзубаяси Дайки Ивамото — Сигэюки Ацукэ — Томоаки Ясинобу — Такая Имамура |